# Oust-Potcha (raïon de Plessetsk)
Oust-Potcha (en russe : Усть-Поча) est un hameau russe situé dans le raïon de Plessetsk dans l'ouest de l'oblast d'Arkhangelsk. Il fait partie du Nord russe, au sein du parc national de Kenozero, et sa population s'élevait à 308 habitants en 2014.   

## Géographie
Oust-Potcha est située dans l'ouest de l'oblast d'Arkhangelsk, un sujet de Russie européenne qui fait partie du district fédéral du Nord-Ouest. La localité se trouve dans le sud du raïon de Plessetsk, un des raïons de l'oblast. Le hameau se trouve à environ 125 kilomètres au sud-ouest du centre administratif du raïon, la commune urbaine de Plessetsk.
Le hameau se situe sur une péninsule du lac Svirnoïe, dans la région naturelle du Kenozerié, région entièrement comprise dans le parc national de Kenozero qui a été créé en 1991.
De 2004 jusqu'à la suppression des municipalités du raïon en 2021, le hameau faisait partie de la municipalité du Kenozero,.
Oust-Potcha, comme tout l'oblast d'Arkhangelsk, est située dans le fuseau horaire MSK (heure de Moscou). Le décalage horaire appliqué par rapport au temps universel coordonné est +03:00.

## Histoire
Le hameau serait apparu au XIVe siècle.

## Démographie
Recensements (*) ou estimations de la population,,,,:
En 2002, la population était à 100 % composée de Russes.
| 1846 | 1873 | 1874 | 1890 | 1905 | 2002* |
| ---- | ---- | ---- | ---- | ---- | ----- |
| 168  | 136  | 151  | 136  | 173  | 384   |

| 2010* | 2012 | 2014 | - | - | - |
| ----- | ---- | ---- | - | - | - |
| 247   | 308  | 308  | - | - | - |

## Culture locale et patrimoine
La chapelle Saint-Nicolas-le-Thaumaturge, construite entre 1846 et 1874, se situe dans le village. Le monument est classé objet patrimonial culturel de Russie d'importance régionale,.

Oust-Potcha :
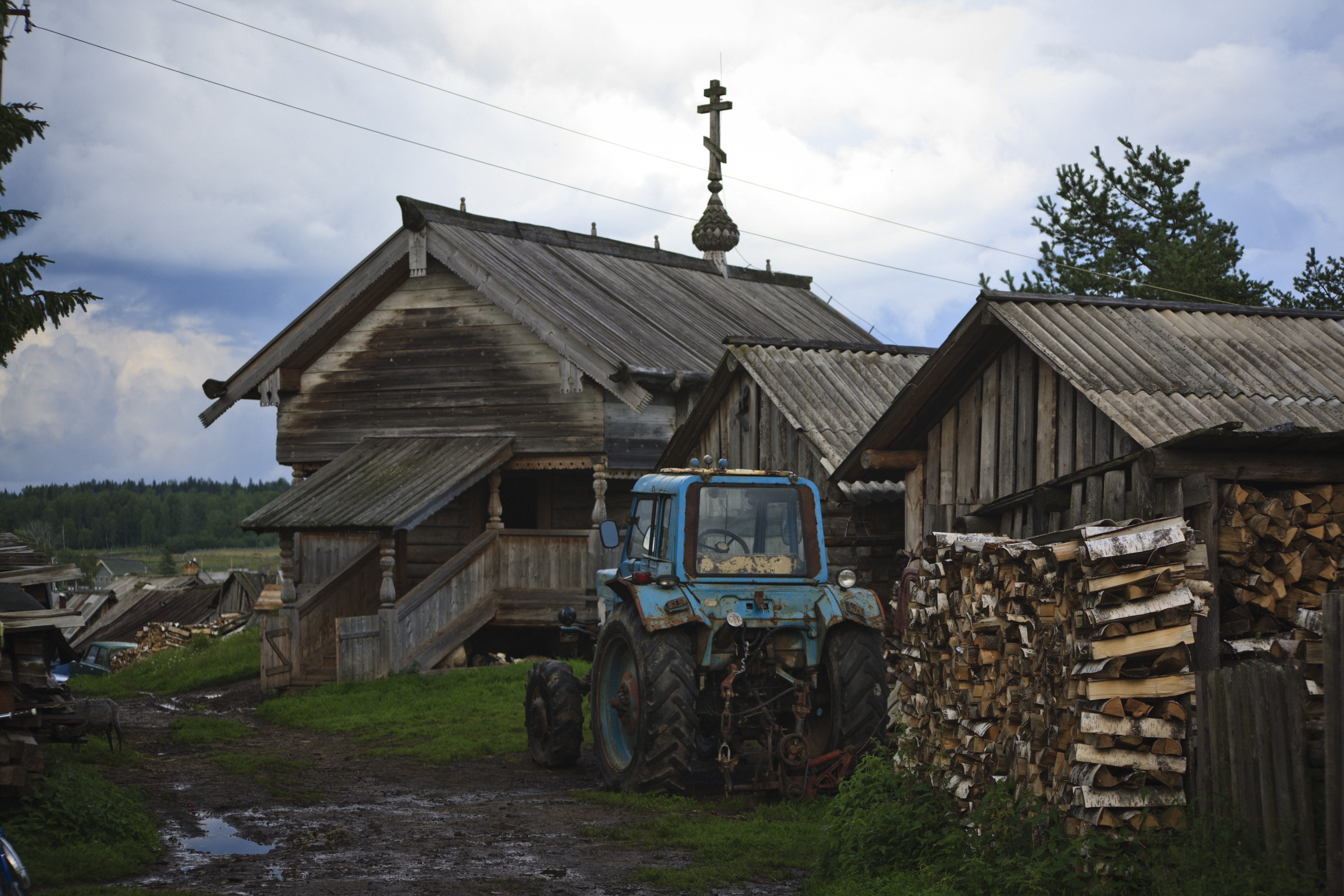
La chapelle.
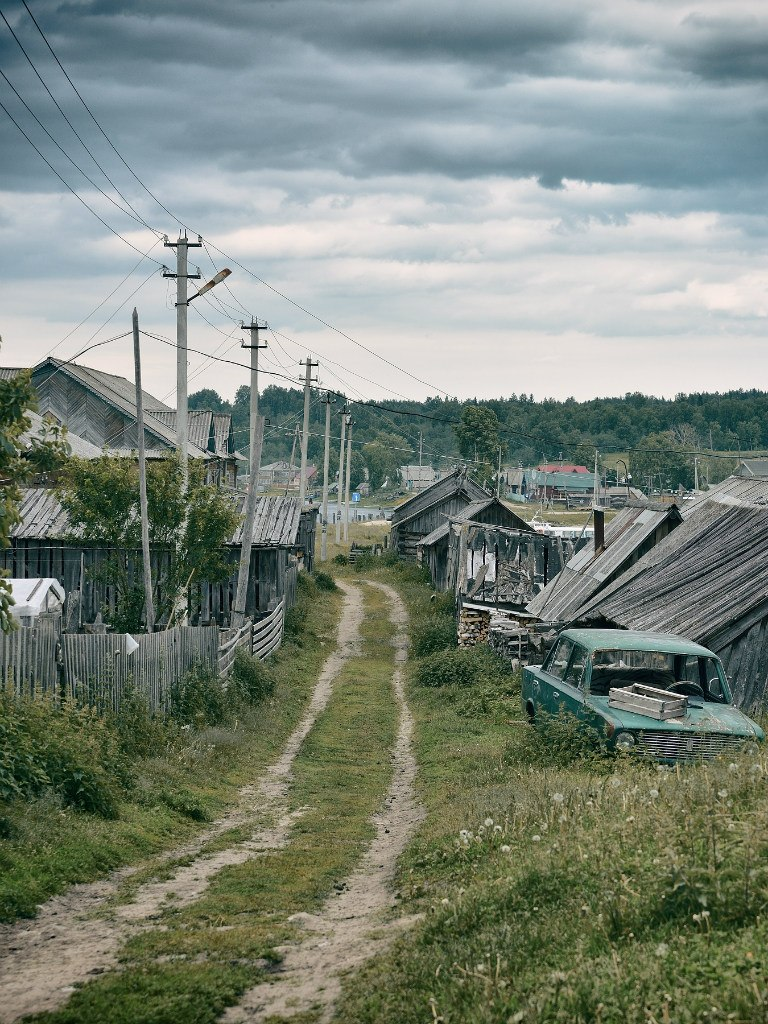
Une rue du hameau.
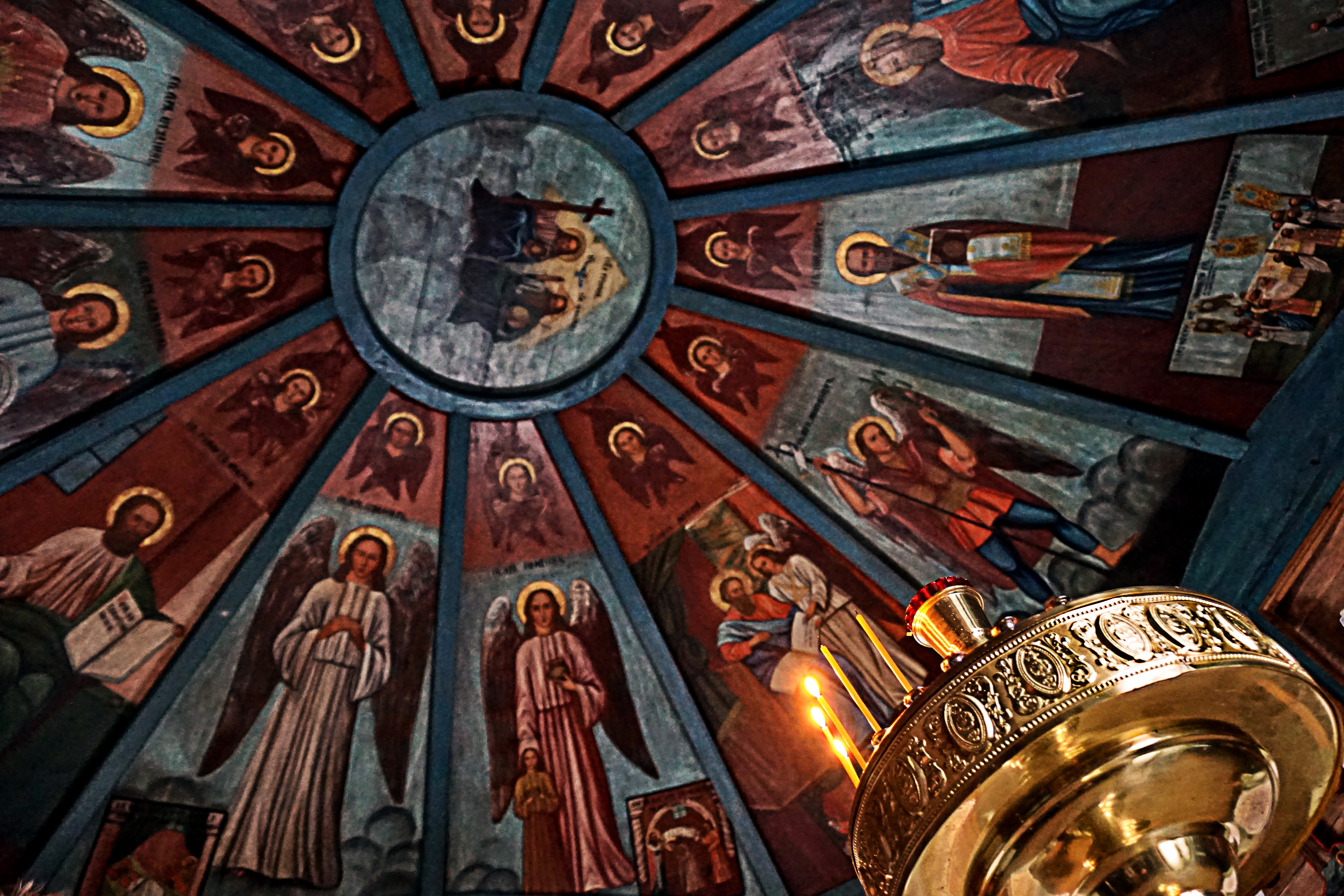
Fresque de l'intérieur de la chapelle.
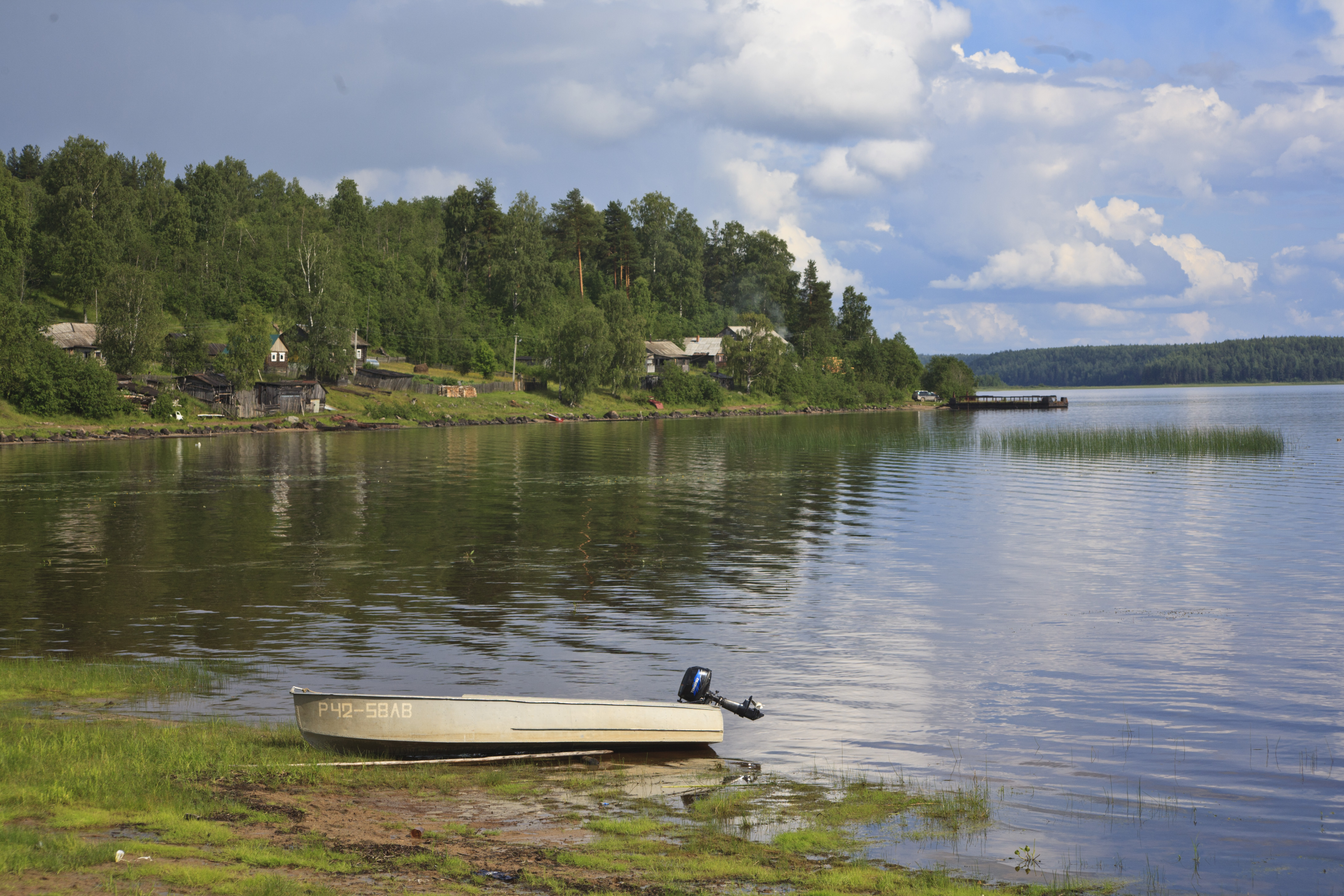
Le lac Svirnoïe.